# Classique chinois
Pour les articles homonymes, voir jing et classique.

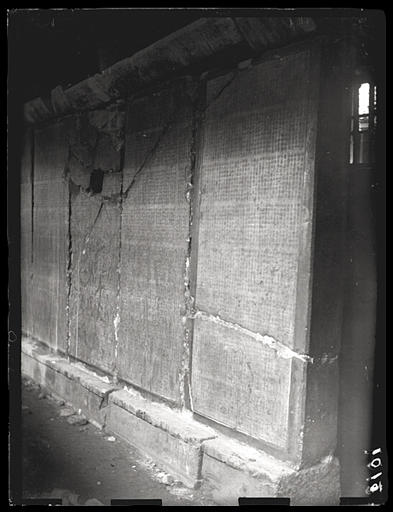
Les Classiques sur pierre de Kaicheng, gravés en 837 apr. J.-C., photographiés par Édouard Chavannes en 1907 à Xi'an.

Jing (chinois simplifié : 经 ; chinois traditionnel : 經 ; pinyin : jīng), Classique ou Canon, désigne en Chine les ouvrages dont le contenu est considéré comme « permanent » (littéralement jing signifie « constant ») et orthodoxe du point de vue du confucianisme. Jing a aussi désigné par la suite les sutras bouddhiques.
L'étude des Quatre Livres (à partir du XIIIe siècle) et des Cinq Classiques (à partir du IIe siècle av. J.-C.) (四書五經, 四书五经, Sìshūwǔjīng) était obligatoire pour les étudiants qui souhaitaient devenir fonctionnaires. La rédaction, la compilation ou le commentaire des Cinq classiques étaient attribués à Confucius. Toute discussion politique était émaillée de références à cette base commune et il n'était pas possible de devenir lettré, ou même officier militaire, sans les connaître à la perfection.

## Origine des Classiques
Les plus anciens textes sont issus de la cour royale des Zhou et des différentes cours princières de cette période, et sont l'œuvre des devins, annalistes et scribes attachés à ces différentes cours. Le Classique des documents (Shu jing) contient des pièces d'archives et des scénarios de danses rituelles provenant surtout de la cour royale des Zhou, mais aussi de celle des Jin. Seule une moitié de ce classique est tenue pour authentique. De la cour des Zhou proviennent aussi des chansons rituelles, auxquelles on a adjoint aux viiie – vie siècle av. J.-C. des chansons populaires, réunies dans le Classique des vers (Shi jing). Le milieu des différentes cours royales a aussi produit des annales notant les événements de façon très précise. Les seules à avoir subsisté sont celles du royaume de Lu, connues sous le nom de Annales des Printemps et Automnes (Chun qiu), ou Annales du royaume de Lu. Elles relatent, dans les parties conservées, des événements allant de 722 à 481. La divination au moyen de tiges d'achillée, ou achilléomancie, est à l'origine du manuel de divination en usage à la cour des Zhou, connu sous le nom de Classique des mutations (Yi jing). À ces quatre ouvrages contenant les plus anciennes traditions de l'Antiquité, les lettrés de Lu ont ajouté le Classique des rites (Li jing) et un traité de musique, le Classique de la musique (Yue jing).
Entre le ve siècle et le iiie siècle av. J.-C. un certain nombre de textes viennent compléter les œuvres les plus anciennes. S'ils s'inscrivent dans leur continuité, ils portent aussi la marque des théories nouvelles apparues durant cette période. Le Commentaire de Gongyang (en) aux Annales du royaume de Lu par exemple est influencé par les théories du yin, du yang et des Cinq éléments. Ce commentaire date sans doute du ive – iiie siècle av. J.-C., comme le Commentaire de Guliang (en). Le Livre des rites des Zhou, ainsi que d'autres rituels, le Yili (en), le Liji, le Da dai liji, et le Commentaire de Zuo sont composés durant la même période. Tous ces textes ont été reconstitués et parfois altérés sous les Han et jusqu'au iiie – ive siècle de notre ère.

## Confucius et les Classiques
Confucius se réclamait de la tradition remontant à la dynastie Zhou. L'étude des textes anciens, qui faisait partie de son enseignement, est pour lui une voie menant au ren, la vertu d'humanité.
Les Entretiens de Confucius font de nombreuses références au Classique des documents (Shu jing) et au Classique des vers (Shi jing). Il fait aussi de nombreuses références aux rites et à la musique, mais il est impossible de savoir dans ce cas s'il s'agit des « rites » (li) et de la « musique » (yue) ou du Classique des rites (Li jing) et du Classique de la musique (Yue jing). Une seule référence est faite au Classique des mutations (Yi jing), mais son authenticité n'est pas assurée, et aucune aux Annales du royaume de Lu, pays d'origine de Confucius. Mencius est le premier, au ive siècle av. J.-C., à attribuer ce dernier ouvrage à Confucius et à y voir un enseignement caché.

## Autodafé de 213av. J.-C.
Alors que les disciples de Confucius font l'éloge du système féodal antérieur, et contestent la vertu des lois, Qin Shi Huangdi, premier empereur de Chine, décide de mesures radicales pour imposer le légisme, doctrine officielle de son régime : toutes les écoles du passé (les Cent Écoles) autres que le légisme sont interdites. Un édit est promulgué en 213 av. J.-C., ordonnant la destruction de tous les livres, à l'exception du Yi jing, considéré comme un ouvrage technique, et des Mémoires du Qin, ouvrage historique. Tout détenteur d'ouvrages interdits encourt la peine de mort, ainsi que sa famille. C'est la politique résumée dans la formule Fenshu kengru (chinois 焚书坑儒), « brûler les livres et enterrer vivants les lettrés ». Environ quatre cent soixante lettrés sont mis à mort, d'autres rejoignent les condamnés travaillant à la Grande Muraille. Certains lettrés prennent le risque de cacher des livres. Seuls les « lettrés au vaste savoir » (boshi), un groupe de fonctionnaires nommés par le pouvoir, au nombre de soixante-dix, ont accès aux ouvrages interdits. L'édit est révoqué en 191 av. J.-C., sous la dynastie Han.

## Cinq, six, sept, neuf et treize Classiques
Sous la dynastie Han, il existe Cinq Classiques, ou wujing (sinogrammes simpl. 五经, trad. 五經, pinyin : Wǔjīng) : 1. — Le Classique des documents, 2. — Le Classique des vers, 3. — Le Classique des mutations, 4. — Les Annales du royaume de Lu , 5. — Le Classique des rites. Ou bien Six Classiques (liujing) avec le Classique de la musique, ce dernier ouvrage ayant été perdu.
Sous les Han postérieurs et les Wei et les Jin, on compte Sept Classiques avec les ajouts du Livre de la piété filiale et des Entretiens de Confucius.
Sous les Tang, les Classiques sont neuf (九經, jiujing) et ne recouvrent pas exactement les Classiques antérieurs : 1. — Le Classique des documents, 2. — Le Classique des vers, 3. — Le Classique des mutations comme précédemment, auxquels s'ajoutent trois ouvrages sur les rites : 4. — Le Zhouli (ou Livre des rites des Zhou), 5. — Le Yili, 6. — Le Liji, et les Annales du royaume de Lu accompagnées de ses trois principaux commentaires : 7. — Le Commentaire de Zuo, 8. — Le Commentaire de Gongyang (en) et 9. — Le Commentaire de Guliang (en).
À partir des Song, les Classiques sont treize (shisan jing (en)) : aux Neuf Classiques des Tang s'ajoutent les Entretiens de Confucius, le Livre de la piété filiale, le Mengzi et le Er ya.

## Les Classiques sous les Han
Si les textes servant à l'enseignement de Confucius commencent à être considérés comme canoniques dès la période des Royaumes combattants, ce n'est que sous la dynastie Han qu'ils acquièrent un statut orthodoxe, officiellement fixé.
En 213 av. J.-C., l'empereur Qin Shi Huang ordonne un autodafé de tous les livres. Grâce à ceux qui connaissaient ces ouvrages par cœur, ils ont pu être reconstitués de mémoire sous les Han antérieurs. La version de ces livres a été appelée jin wen (« en langue contemporaine »). La reconnaissance des Classiques comme fondement de l'idéologie officielle conduit sous l'empereur Wu en 136 av. J.-C. à la création d'un groupe de « lettrés au vaste savoir spécialistes des Cinq Classiques » (wujing boshi), au nombre de cinquante (puis cent sous Zhaodi, deux cents sous Xuandi),. Ces boshi sont l'équivalent de « docteurs d'État » : bien que la constitution de ce corps date des Qin, le fait qu'ils se consacrent exclusivement aux Classiques confucéens à partir de 136 marque la victoire sous cette dynastie du confucianisme sur les autres écoles de pensée. L'interprétation qui est faite des Classiques sous les Han antérieurs est de nature ésotérique, sous l'influence de la théorie des Cinq Éléments : on cherche dans les Classiques un savoir secret qui ne peut être compris que des spécialistes, au travers de commentaires appelés chenwei. Le principal exégète de cette école d'interprétation est Dong Zhongshu (175-105 environ),.
Des éditions anciennes ont ensuite été retrouvées. La première de ces découvertes est celle faite dans un mur de la maison de Confucius (sous l'empereur Jingdi (156-140), mais seulement en 93 de notre ère selon certaines sources) et comprend les ouvrages suivants : le Classique des documents (Shangshu), le Liji, les Entretiens de Confucius, le Classique de la piété filiale. Cette version des ouvrages a été appelée gu wen (« en langue ancienne »). Les deux versions, gu wen et jin wen, présentaient de nombreuses variantes. Les querelles entre lettrés au sujet des deux versions des Classiques s'accompagnaient d'une divergence d'opinion au sujet de leurs auteurs. Ceux qui soutenaient la version en langue contemporaine pensaient que Confucius était le principal auteur des Classiques. Pour eux, les Annales du royaume de Lu, avec le commentaire de Gongyang, étaient le principal ouvrage exprimant la pensée de Confucius. En revanche, pour les défenseurs de la version en langue ancienne, les Classiques étaient plus anciens, certains avaient pour auteur le duc de Zhou, et les textes les plus importants étaient le Rituel des Zhou et le Commentaire de Zuo. Les partisans de la version gu wen étaient aussi des « rationalistes », opposés aux interprétations ésotériques et prophétiques des Classiques. La version jin wen était reconnue comme la bonne version sous les Han antérieurs, en particulier à la suite d'un débat entre les deux écoles ayant eu lieu en 51 av. J.-C., mais sous les Han postérieurs, ce fut au tour de la version gu wen de l'emporter. Si Liu Xin (en) (32 av. J.-C.? - 23 apr. J.-C.) fait figure de précurseur sous les Han antérieurs, les commentateurs qui s'appuient sur la version en langue ancienne, tels Jia Kui (zh) (30-101), Ma Rong (en) (79-166) ou Zheng Xuan (en) (127-200), sont ensuite majoritaires. Les commentaires sur les versions jin wen sont peu à peu oubliés sous les dynasties postérieures aux Han. Les études sur les Classiques sont à leur apogée sous les Han postérieurs et les Sept Classiques sont gravés sur pierre à l'Université nationale (Taixue) de Luoyang, la capitale, en 175, durant l'ère Xiping,.

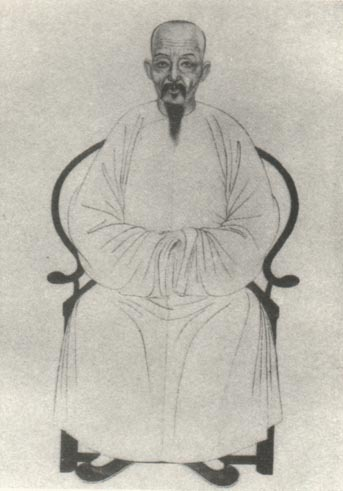
Hui Dong, considéré comme le véritable fondateur au XVIIIe siècle des « études Han », en opposition aux « études Song ».

## Les Classiques des Tang aux Qing
Durant les premiers siècles de notre ère, les lettrés se sont attachés à déterminer le sens des mots ou des phrases, y cherchant parfois un sens caché, conduisant par exemple à interpréter les poèmes d'amour comme des poèmes politiques. Une démarche plus rationnelle se produit sous les Tang, surtout avec Kong Yingda (574-648), permettant de fixer définitivement le texte des Classiques. L'ensemble de cette période est appelée le Han xue (car ayant débuté sous les Han).
Le texte étant désormais fixé, et en réaction contre cette lecture des Classiques mot à mot, les lettrés des xie et xiie siècles tentent d'en dégager le sens général. C'est ce qu'on appelle le li xue, ou « étude de la raison ». Des philosophes forment des systèmes. Ce courant est connu sous le nom de néoconfucianisme, qui est l'idéologie officielle à partir de la dynastie Song. Le plus important de ces penseurs est Zhu Xi (1130-1200). C'est aussi lui qui sélectionne les Quatre Livres (四書, 四书, Sìshū) devant servir de base à l'enseignement : les Entretiens de Confucius, le Meng zi, la Grande Étude (大學, 大学, Dàxué) et le Juste Milieu (中庸 Zhōngyōng), ces deux derniers étant des chapitres du Livre des rites. En 1313, un décret de l'empereur Rensong des Yuan impose les Quatre Livres et les Classiques aux examens impériaux. Ils y resteront jusqu'à la suppression de ces examens en 1905.
Dès le xvie siècle, se manifeste une tendance à en revenir aux études Han (hanxue), par delà l'exégèse faite sous les Song puis les Ming. Mais c'est surtout au xviiie siècle que certains lettrés font une critique des Classiques qui les rapprochent du statut de textes historiques plutôt que canoniques. L'un des principaux points de cette critique philologique consiste à contester l'authenticité des parties en langue ancienne (gu wen) du Livre des documents, un des piliers de l'orthodoxie. C'est d'abord l'œuvre de Yan Ruoqu (en) (1636-1704), puis de son disciple Hui Dong (zh) (1697-1758). C'est alors tous les Classiques en écriture ancienne qui sont contestés. La figure majeure de ces « études Han » est l'érudit Dai Zhen (1724-1777). Aucun d'entre aux ne va cependant jusqu'à contester les fondements de la tradition. Cette contestation radicale est l'œuvre de penseurs marginaux, tels Zhang Xuecheng (1738-1801) pour qui « les Six Classiques ne sont qu'histoire », ou Cui Shu (1740-1816). Cui soumet à la critique historique les souverains mythiques de l'antiquité. Son œuvre reste méconnue de son vivant et ce n'est que dans les années 1920-1930 que des historiens antitraditionnalistes, tels Gu Jiegang et Hu Shi, s'en réclament.

## Classiques sur pierre

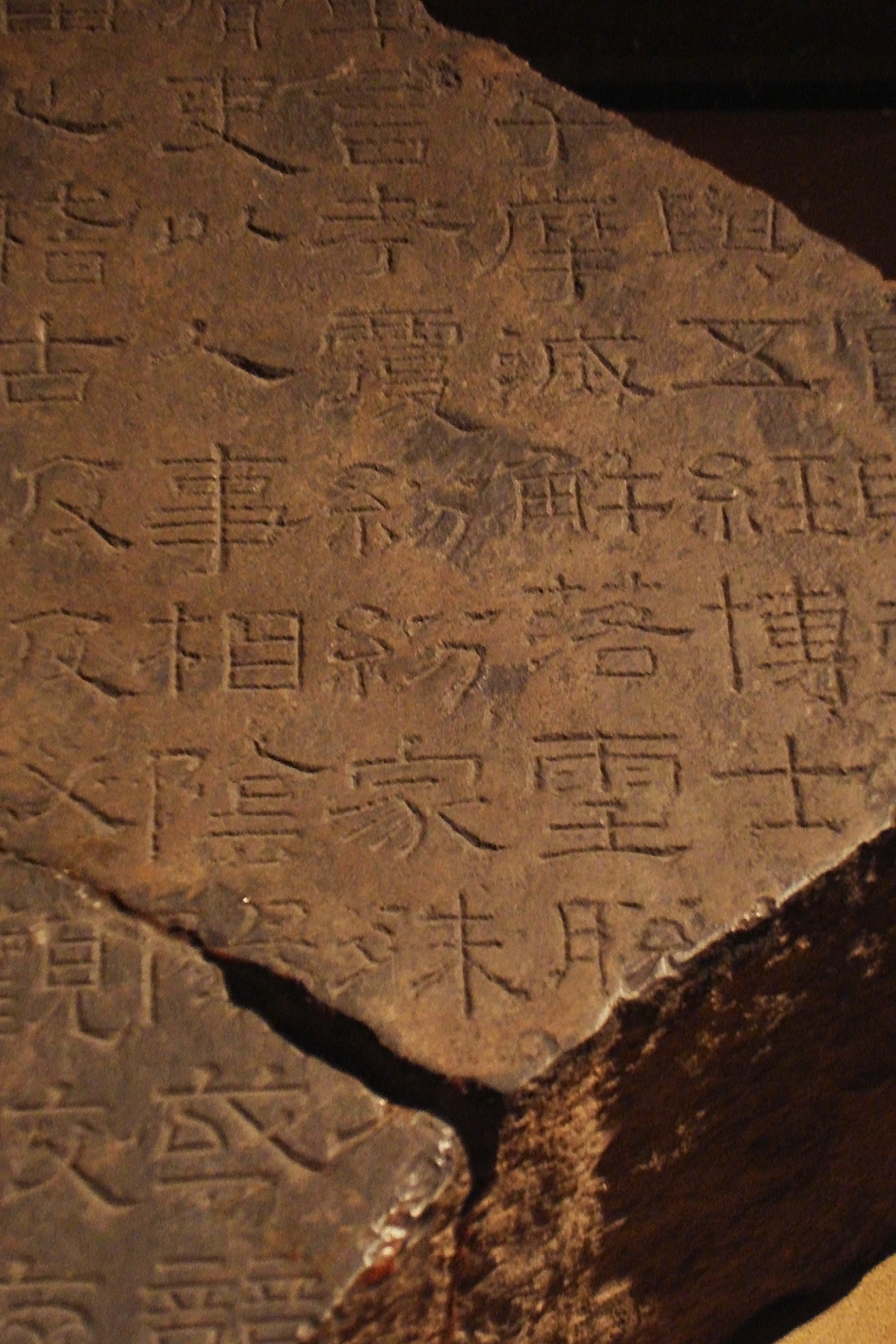
Fragment des Classiques en pierre de Xiping, les Sept Classiques gravés sur stèles de 175 à 183 apr. J.-C.

Entre 175 et 183 les Sept Classiques sont gravés sur quarante-six stèles. Ce sont les Classiques en pierre de Xiping (du nom de l'ère). Ils sont exposés à  l'Université nationale (ou académie impériale) (Taixue) de Luoyang afin de servir de référence. Il n'en reste aujourd'hui que des fragments.
L'empereur Mingdi fait graver en 240 le Classique des documents, les Annales des Printemps et Automnes et le Commentaire de Zuo en version ancienne. Ils ont été gravés en trois styles de calligraphie différents, écriture des Zhou (Zhou wen), écriture sigillaire (xuan) et écriture des scribes (lishu). Ce sont les « Classiques sur pierre en trois formes », dont il ne reste que de rares fragments.
L'empereur Tang Wenzong a fait graver douze Classiques durant l'ère Kaicheng (836-841), d'où leur nom de Classiques en pierre de Kaicheng (en). Ils étaient exposés à l'académie de Chang'an et se trouvent aujourd'hui au musée de la Forêt de stèles. La première version imprimée des Classiques, sous la direction du ministre Feng Dao (en) en 932, s'est faite d'après leur texte.
Les Treize Classiques sont encore gravés sur pierre au xviiie siècle sous l'empereur Qianlong. Ils sont aujourd'hui conservés à l'École des fils de l'État de Pékin (Guozijian (en)).

## Autres Classiques
Outre l'école confucéenne, chaque école conduit à la création de ses propres ouvrages de référence.
Le Mo Zi est attribué au philosophe du mohisme.
Les classiques du taoïsme sont le Classique de la voie et de la vertu (道德經, 道德经, Dàodéjīng), attribué à Lao Zi, le Zhuangzi, attribué au philosophe du même nom, et le Vrai classique du vide parfait, attribué à Lie Yukou. À partir de la fin des Han, chaque école taoïste développe son propre canon aussi fleurissent le canon de Shangqing, le canon de Lingbao, etc. De nombreux textes importants sont rassemblés dans le Canon taoïste dont la version actuelle date pour l'essentiel des Ming.
Les classiques du légisme sont le Guanzi, attribué par la tradition à Guan Zhong, en réalité, probablement une compilation des écrits des pensionnaires de l'académie Jixia et le Han Fei Zi, attribué à Han Fei. Le Shen Zi, attribué à Shen Buhai, a été perdu. Le Shen Zi est attribué à Shen Dao, et probablement perdu. Le Livre des Lois ou Fa Jing est attribué à Li Kui.
Le Classique des Mille Caractères (千字文 qiānzìwén) et le Classique des Trois Caractères (三字經 / 三字经 sānzìjīng) forment également des ouvrages de référence.

### Les classiques de l'art militaire
L'Art de la guerre, attribué à Sun Zi, est le premier traité de stratégie militaire écrit au monde. C'est un classique de la littérature chinoise autant que mondiale.
Les 36 stratagèmes, découvert en 1939, décrit les ruses et les méthodes qui peuvent être utilisées pour l'emporter sur un adversaire. Il n'est donc pas un classique en tant que tel.

### Historiographie classique
- Les Vingt-Quatre Histoires est une compilation de références fondées, concernant l'histoire de la Chine.

- Les Annales des Printemps et des Automnes détaillent la chronique des règnes des douze princes de l'État de Lu, de -722 à -481.

- Les Annales des Printemps et des Automnes de Wu et Yue ou Wu Yue Chunqiu sont une compilation d'événements historiques des États de Wu et de Yue durant la Période des Printemps et des Automnes, et attribuée à Zhao Ye.

- Les Annales des Printemps et des Automnes des seize royaumes, ou Shiliuguo Chunqiu, une compilation historique des Seize Royaumes, attribuées à Cui Hong, et perdues aujourd'hui.

- Les Annales des Printemps et des Automnes de Lü, ou Lüshi Chunqiu, (呂氏春秋), ont été rédigées sous la direction de Lü Buwei vers -239.

- Le Guoyu ou Discours des États est une compilation d'événements historiques des nombreux États durant la période des Printemps et des Automnes.

- Les Annales de bambou, chronique de l'Antiquité à -299, concernant plus particulièrement l'État de Jin à partir du VIIIe siècle av. J.-C., puis l'État de Wei à partir du Ve siècle av. J.-C.

- Les Stratégies des Royaumes Combattants (Zhan Guo Ce) sont attribuées à Liu Xiang.

- Le Zizhi Tongjian, chronique de l'histoire chinoise de -403 à -207, est attribué à Sima Guang.

### Traductions françaises
Les cinq livres canoniques (wujing), ou Grands King  :
- 1. — Le Classique des mutations (Yi tsing, Wade I ching, EFEO Yi king, pinyin Yi jing ; Canon des mutations), trad. Paul-Louis Philastre (1885-1893) : Le Yi king, Zulma, 1992, 882 p. Disponible en version htm  ou pdf, doc et rtf (1271 pp.) ; trad. Cyrille Javary et Pierre Faure : Yi jing. Le livre des changements, Albin Michel, 2002, 1065 p.
- 2. — Le Classique des documents (Chou tsing, EFEO Chou king, pinyin Shu jing ou Shang shu ; Canon des documents), trad. Séraphin Couvreur : Chou King [Shang shu]. Les Annales de la Chine, 1897, rééd. 1950, 464 p. Texte en ligne. Contient le :
  - La Grande Règle (Wade Hung-fan, EFEO Houng Fan, pinyin Hong fan), trad. Pierre Grison : Le Hong-Fan, 1981, 22 p.
- 3. — Le Classique des vers (Che tsing, Wade Shih-ching, EFEO Che king, pinyin Shi jing ; Canon des poèmes, Livre des Vers), trad. Séraphin Couvreur : Cheu King, 1896, 556 p. [[lire en ligne]]. Trad. Dominique Hoizey : Le livre des poèmes, La Différence, 1994. Extraits : Marcel Granet, Fêtes et chansons anciennes de ma Chine (1919), Leroux, 1929.
- 4. — Les Annales du royaume de Lu, ou Printemps et Automnes (Wade : Ch'un ch'iu, EFEO Tch'ouen ts'ieou, pinyin : Lushu Chun qiu c.à.d. province de Lou printemps automnes), trad. Séraphin Couvreur (1914) : Tch'ouen Ts'iou et Tso Tchouan [Chunqiu et Zhuozhuan]. La chronique de la principauté de Lòu (721-480), Les Belles Lettres, 1951, rééd. You Feng, 2015
  - t. I (années 721-590 av. J.-C.), 671 p. 
  - t. II (années 589-541 av. J.-C.), 585 p.  
  - t. III (années 540-468 av. J.-C.), 828 p. .
- 5. — Le Classique des rites (Li chi, Wade : Li-ki, EFEO Li ki, pinyin Li ji ; Rites et cérémonies), trad. Séraphin Couvreur (1899) : Mémoires sur les bienséances et les cérémonies, Paris, You Feng, 2015, 848 p. Un des trois rituels classiques (avec le Yi li et le Zhou li).
  - t. I, 788 p. 
  - t. II, 850 p.

puis Livres canoniques du second ordre ou Petits King, de sorte qu'on obtient "treize classiques" (shisan jung) :
- 6. Livre des rites (Li tsi, Wade I li, EFEO Yi li, pinyin Yi li ; Mémoires sur les rites), trad. Séraphin Couvreur (1916) : Cérémonial, Paris, Cathasia, 1951, II-669 p. . Un des trois rituels classiques (avec le Li ji et le Zhou li). Contient :
  - La Grande Étude (Ta-hiue, EFEO Ta hio, pinyin Da xue), chap. 42 du Li ji. Trad. Séraphin Couvreur (1895) dans Les quatre livres, Entretiens de Confucius et de ses disciples, Cathasia, 1949  ; G. Pauthier (1932) : Le Tá hio, ou La grande étude, Hachette Livre BNF, 2013, 26 p.  ; trad. Martine Hasse, La Grande Étude, Cerf, 1984. Un des "Quatre livres" (Si shu) du corpus canonique du néo-confucianisme, établi par Zhu Xi.
  - L'invariable milieu (EFEO Tchong yong, pinyin Zhong yong), trad. Séraphin Couvreur (1895) dans Les quatre livres, Entretiens de Confucius et de ses disciples, Cathasia, 1949  ; trad. François Julien : Zhong Yong, ou La régulation à usage ordinaire, Imprimerie Nationale, 1993, 193 p. Un des "Quatre livres" (Si shu) du corpus canonique du néo-confucianisme, établi par Zhu Xi.
- 6. Rituel des Zhou (Tcholi, EFEO Tcheou li, pinyin Zhou li ; Rites des Tcheou ; Officiers de Zhou : Zhouguan), trad. Edouard Biot : Le Tcheou-li, ou Rites des Tcheou, Imprimerie Nationale, 1851, t. I, 500 p. , t. II, 620 p. . Un des trois rituels classiques (avec le Yi li et le Li ji).
- 7. Commentaire de Zuo (Wade Tso Chuan, EFEO Tso tchouan, pinyin Zuo Zhuan, Zuoshi Chunjiu). Commentaire des Annales. Printemps et automnes (pinyin Chun qiu). Annales descendant de 722 jusqu'en 464 av. J.-C. Trad. Séraphin Couvreur (1951) dans Tch'ouen ts'iou et Tso tchouan, La chronique de la principauté de Lòu, Éditions You Feng, 2015. Un des trois commentaires du Printemps et Automnes (avec le Gongyang et le Guliang)
- 8. Commentaire de Gongyang (pinyin Gongyang Zhuan). Un des trois commentaires du Printemps et Automnes (avec le Zuo et le Guliang)
- 9. Commentaire de Guliang (pinyin Guliang Zhuan). Un des trois commentaires du Printemps et Automnes (avec le Zuo et le Gongyang).
- 10. Entretiens de Confucius (EFEO Louen yu, pinyin Lunyu ; Analectes), trad. Séraphin Couvreur (1895) dans Les quatre livres, Entretiens de Confucius et de ses disciples, Cathasia, 1949, p. 69-296  ; trad. Anne Cheng : Entretiens de Confucius, Seuil, 1981, 153 p. Un des "Quatre livres" (Si shu) du corpus canonique du néo-confucianisme, établi par Zhu Xi.
- 11. Classique de la piété filiale (Siao-tsing, EFEO Hiao king, pinyin Xiaojing), ; trad. Pierre-Martial Cibot : Hiai king. Le livre de la piété filial, 1779  ; trad. Roger Pinto (1998) : Le livre de la piété filiale, Seuil, coll. "Points", 2009.
- 12. Er-ya (Wade Erh-ya, EFEO Eul ya, pinyin Er ya ; Se conformer à l'élégance). Dictionnaire.
- 13. Mencius (Meng Tzeu, Wade Meng Ke, EFEO Mong tseu, pinyin Mengzi) ; trad. Séraphin Couvreur (1895) dans Les quatre livres, Entretiens de Confucius et de ses disciples, Cathasia, 1949, 357 p.  . Un des "Quatre livres" (Si shu) du corpus canonique du néo-confucianisme, établi par Zhu Xi.

### Études
- Anne Cheng, « La trame et la chaîne : aux origines de la constitution d'un corpus canonique au sein de la tradition confucéenne », Extrême-Orient, Extrême-Occident, vol. 5, no 5,‎ 1984 (lire en ligne)
- Anne Cheng, « Tradition canonique et esprit réformiste à la fin du XIXe siècle en Chine : la résurgence de la controverse jinwen/guwen sous les Qing », Études chinoises, no  14-2, 1995. [lire en ligne]
- Anne Cheng, Histoire de la pensée chinoise, Paris, Le Seuil, coll. « Points Essais », 1997, 696 p. (ISBN 2-02-054009-6)
- Jacques Gernet, Le Monde chinois. 1. De l'âge de bronze au Moyen Âge, Armand Colin, « Pocket », 1972, rééd. 2005.
- François Jullien, « Ni écriture sainte ni œuvre classique : du statut du texte confucéen comme texte fondateur vis-à-vis de la civilisation chinoise », Extrême-Orient, Extrême-Occident, 1984, vol. 5, no  5. [lire en ligne]
- Jacques Pimpaneau, Chine. Histoire de la littérature, Philippe Picquier, 1989, rééd. 2004.